# 篮子里的恶魔
《篮子里的恶魔》（英語：Basket Case）是一部1982年的美國恐怖電影，由法蘭克·亨南洛特編劇并導演（本片是他的長片導演處女作），愛德嘉·葉文斯製作。影片讲述凱文·范·亨特林克飾演的主角杜安·布拉德利，因为醫生和護士多年前進行了一次意外的手術，把他與畸形的連體雙胞胎兄弟彼列分開，如今决定將他藏在一個大柳條籃子裡展开报复的故事。
《篮子里的恶魔》在紐約市用16毫米膠片拍攝，預算約為35,000美元。這部電影於1982年4月在影院上映時被放大到35毫米。上映後收到的評論褒貶不一，此後它被認為是一部邪典电影，並產生了兩部續集，即1990年的《篮子里的恶魔2》和1991年的《篮子里的恶魔3》，這兩部影片也是由亨南洛特執導的。
2017年，《篮子里的恶魔》被現代藝術博物館選中進行保存，該博物館負責對這部電影的原始16毫米膠片進行修復。Arrow Video於2018年以藍光和DVD形式發布了4K修復。

## 剧情
朱利葉斯·利夫蘭德醫生被他在森林的家外的某樣東西嚇壞了。一個生物隨後在黑暗中切斷了利夫蘭德的電話線和電源，然後撕扯他的臉殺死了他。
杜安·布拉德利帶著一個上了鎖的柳條篮抵達紐約市。他從一個名叫凯茜的性工作者那裡得到了一間廉價旅館的房間，就在大廳的盡頭。他拿了一些漢堡包，餵給籃子裡的一個生物。這個生物通過心靈感應與他交談。第二天杜安外出時，一個名叫布赖恩·奥多诺万的人從杜安的鑰匙孔裡偷看，想偷走杜安的一疊錢。凯茜把他嚇跑了，並把這件事告訴了杜安。杜安帶著他的籃子去見哈羅德·尼德尔曼医生，並與他的助手莎倫成為朋友。尼德尔曼聯繫了朱迪丝·卡特医生並告訴她杜安的來訪和利夫蘭德的死訊，但她沒有理會他。那天晚上杜安回到尼德尔曼处把那个生物放到地板上。原来这个生物就是他的雙胞胎兄弟彼列。彼列用爪子挖出尼德尔曼的內臟，殺死了他。
第二天，杜安去自由女神像附近會見莎倫，他們接吻了。彼列感应到了这件事，大發雷霆，把旅館房間弄得一團糟。旅館老板听到声音，開門想弄清楚是怎么回事，彼列赶紧躲了起來。老板走后，奥多诺万偷偷溜回裡面偷杜安的錢，但在他打開籃子時被彼列殺死。杜安以心靈感應的方式感覺到了這一切，趕忙返回旅館。杜安告訴彼列，他應該給自己一些私人時間。杜安帶著籃子在一家酒吧遇到凯茜，喝醉後告訴她彼列是他的雙胞胎兄弟。
原来，杜安和彼列出生時是連體的，而且只有他們的姑姑會照顧他們。然而，這對雙胞胎在很小的時候就被利夫蘭德醫生、尼德尔曼医生和卡特医生通過手術分開，這便是他們對醫生产生仇恨的原因。然後兄弟俩謀殺了他們的父親，被裁定為意外，與他們的姑姑住在一起直到她去世。然後他們去謀殺將他們分開的醫生。彼列對與外表正常的兄弟分开深感不滿，而杜安同樣對每個人對他兄弟的冷酷無情感到不滿。
回到现在，彼列偷偷溜進凯茜的臥室，把她嚇跑了，然後偷了她的內褲。第二天，杜安和彼列去了卡特醫生的辦公室。她想打發他們走，但杜安表明了自己的身份，随后彼列將她的臉塞進裝有尖銳物品的抽屜中殺死了她。尼德尔曼死後，莎伦前往杜安的公寓尋求安全，他們開始做愛，但嫉妒的彼列開始尖叫，杜安不得不將莎伦赶出房间。
那天晚上彼列出去尋找莎伦，而杜安做了一個夢知道了這件事。彼列潛入莎伦的公寓並企图強姦她。她醒來后大声尖叫，他便殺死了她。杜安對彼列的行為感到憤怒，他把彼列帶回了公寓，這一幕把大家吸引到他的房间去，大家都知道了彼列的存在。彼列襲擊了杜安，兩兄弟從酒店窗戶墜落。他们摔晕过去，众人围着他们失去知觉的身体。